# Stipa martinovskyi
Stipa martinovskyi är en gräsart som beskrevs av Michail Klokov. Stipa martinovskyi ingår i släktet fjädergrässläktet, och familjen gräs. Inga underarter finns listade i Catalogue of Life.